# Tsaratsar
Tsaratsar (bulgariska: Царацар) är ett periodiskt vattendrag i Bulgarien.   Det ligger i regionen Silistra, i den nordöstra delen av landet, 300 km nordost om huvudstaden Sofia.
Trakten runt Tsaratsar består till största delen av jordbruksmark. Runt Tsaratsar är det ganska glesbefolkat, med 28 invånare per kvadratkilometer.